# Phreagena kilmeri
Phreagena kilmeri is een tweekleppigensoort uit de familie van de Vesicomyidae. De wetenschappelijke naam van de soort is voor het eerst geldig gepubliceerd in 1974 door F.R. Bernard.